# Ichirō Nagai
Ichirō Nagai (jap. 永井 一郎, Nagai Ichirō; * 10. Mai 1931 in Ikeda; † 27. Januar 2014 in Naka-ku, Hiroshima) war ein japanischer Synchronsprecher (Seiyū).

## Leben
Ichirō Nagai studierte französische Literatur an der Universität Tokio. Nach seinem Abschluss trat er in die Werbeagentur Dentsū ein, nahm dann jedoch Schauspielunterricht. Seine ersten Komparsenrollen hatte er 1960 in den Filmen Das Grab der Sonne und Nacht und Nebel über Japan von Nagisa Ōshima, mit dem er sich während des Studiums anfreundete. Er wechselte jedoch schnell zum Synchronsprechen, wobei seine erste Rolle 1962 die des Königs Achmed in dem Anime-Film Arabian Nights: Sindbad no Bōken (アラビアンナイト　シンドバッドの冒険, Arabian Naito: Sindobaddo no Bōken) war. Seine erste größere Rolle in einer Anime-Serie war 1964 die des Dr. Hanamaru in der Adaption des Mangas Big X von Osamu Tezuka. Er arbeitete hauptsächlich als Anime-Synchronsprecher (Seiyū), daneben auch als Synchronstimme bei ausländischen Filmen. So war er die Stimme von Yoda in den Star-Wars-Filmen und von Dumbledore in den Harry-Potter-Filmen.
In Japan ist er jedoch am bekanntesten für seine Rolle des Namihei Isono, in der seit 1969 laufenden Anime-Serie Sazae-san, daneben aber auch für Cherry in Urusei Yatsura und Happosai in Ranma ½.
Unter Vertrag stand er zuerst bei der Künstleragentur Gekidan Sankikai, dann bei Haikyō, Dōjinsha Productions, Tōkyō Artist Pro und zuletzt bei Aoni Production. Für seine Verdienste erhielt er 2009 den Seiyū Award und 2011 den Award of Merit (Verdienstpreis) der Tōkyō Kokusai Anime Fair.
Nach 44 Jahren Aktivität als Synchronsprecher starb Ichirō Nagai am 27. Januar 2014 an einer koronaren Herzkrankheit. Er hinterließ seine Frau Ayako (彩子).

## Rollen (Auswahl)
| - Hajime no Ippo (2004–2013) als Ginpachi Nekota - Akuma-kun (1989–1990) als Dr. Faust - Astro Boy (1980–1981) als Polizist Tawashi - Biene Maja (1975–1976) als Flip - Bikkuri-Man (1987–1989) als Shaman Khan - Chōjin Sentai Baratakku (1977–1978) als Dr. Katō - Cyborg 009 (1968) als Chan Chanko/006 - Devilman (1972–1973) als Alphonse - Dragonball (1986–1989) als Meister Quitte, Herr der Kraniche - Ge Ge Ge no Kitarō (Serien 1–3; 1968–1988) als Konakijijii und weitere - Hunter × Hunter (2011–2014) als Isaac Netero - Im Land des Zauberers von Oz (1986–1987) als Löwe - Kaizoku Ōji (1966) als Torafugu - Kidō Senshi Gundam: Dai 08 MS Shōtai (1996) als Gidan Nickerd - Die Königin der tausend Jahre (1981–1982) als Professor Amamori - Master Keaton (1998–1999) als Tahei Hiraga - Mobile Suit Gundam (1979–1980) als Erzähler - Monster (2004–2005) als Dr. Reichwein - Muteki Chōjin Zambot 3 (1977–1978) als Heizaemon Kamikita - Ranma ½ (1989–1992) als Happosai - Sarutobi Etchan (1971–1972) als Buku, Ohira - Sazae-san (1969–2014) als Namihei Isono - Taiyō no Yūsha Faibādo (1991–1992) als Dr. Amano - Tatakae!! Ramenman (1988) als Chen Zongming/Chin Sōmei - Uchū Senkan Yamato (1974–1975) als Sakezō Sado - Uchū Senkan Yamato 2 (1974–1975) als Sakezō Sado - Uchū Senkan Yamato 3 (1980–1981) als Sakezō Sado - Urusei Yatsura (1981–1986) als Sakurambō/Cherry - Yamato 2520 (1994) als Togo Shima - Yawara! (1989–1992) als Jigorō Inokuma - Akai Kiba Blue Sonnet (1989) als Dr. Merekes - Assemble Insert (1989) als Ryōhei Shimokabe - Birth (1984) als Bao - Black Magic M-66 (1987) als Dr. Matthew - Dominion (1988) als Polizeidirektor - Eiyū Gaiden Mozaika (1991) als Ritish - Ginga no Sakana: Ursa minor Blue (1998) als Astronom - Gosenzō-sama Banbanzai! (1989) als Erzähler - Grandeek – Gaiden (2000) als Grandeek - Kasei Ryōdan DNA Sights 999.9 (1998) als Prof. Shimaoka - Kyōfu Shinbun (1991) als Tōhō-daishi/Jōun-hōshi - Master Keaton (2004) als Tahei Hiraga - Mugen Shinshi – Bōken Katsugeki Hen (1987) als Dr. Tomino - Nora (1985) als Dougherty - One Pound Gospel (1988) als Coach Mukaida - Ossu!! Karate-bu (1990) als Daishihan - Relic Armor Legaciam (1987) als Eruzebu - Vampire Hunter D (1985) als Ds linke Hand | - Däumelinchen (1978) als Vater Kröte - Detektiv Conan – Das verlorene Schiff im Himmel (2010) als Jirokichi Suzuki - Dragonball: Son Goku’s erstes Turnier (1988) als Meister Quitte, Herr der Kraniche - Dragon Ball Z: Rache für Freezer (1991) als Meister Quitte - Five Star Monogatari (1989) als Juba Bardaim - Gegege no Kitarō (1985) als Konakijijii - Gegege no Kitarō: Gekitotsu!! Ijigen Yōkai no Daihanran (1986) als Konakijijii - Gegege no Kitarō: Saikyō Yōkai Gundan! Nihon Jōriku!! (1986) als Konakijijii - Gegege no Kitarō: Yōkai Daisensō (1986) als Konakijijii - Hunter × Hunter – The Last Mission (2013) als Isaac Netero - Kinnikuman: Seigi Chōjin vs Kodai Chōjin (1985) als Satan King - Kyōfun no Bio-Ningen: Saishū Kyōshi (1988) als Direktor Suzuki - Maroko (1990) als Erzähler - Oz no Mahō Tsukai (1986–1987) als Löwe - Ranma ½: Chūgoku Nekonron Daikessen! Okite Yaburi no Gekitō Hen!! (1991) als Happosai - Ranma ½: Kessen Tōgenkyō! Hanayome o Torimodose! (1992) als Happosai - Saraba Uchū Senkan Yamato: Ai no Senshi-tachi (1978) als Sakezō Sado - Tezuka Osamu no Buddha – Akai Sabaku yo! Utsukushiku (2011) als Asita - Totsuzen! Neko no Kuni Banipal Witt (1995) als Henogee - Uchū Senkan Yamato (1977) als Sakezō Sado - Uchū Senkan Yamato: Aratanaru Tabidachi (1979) als Sakezō Sado - Uchū Senkan Yamato: Fukkatsu-hen (2009) als Sakezō Sado - Unkai no Meikyū Zeguy (1993) als Hiraga Gennai - Urusei-Yatsura-Filme (1983–1991) als Sakurambō/Cherry - Vampire Hunter D (2000) als Ds linke Hand - Yawara! Soreyuke Koshinuke Kids!! (1992) als Jigorō Inokuma - Yōjū Toshi (1987) als Giuseppe Maiyart - Yona Yona Penguin (2009) als Goblinalter - Yuki (1981) als Großvater - Harry Potter (2001–2011) als Albus Dumbledore - Independence Day (1996) als Julius Levinson - Jurassic Park (1993) als John Hammond - Seinfeld (1989–1998) als Frank Costanza - Star Wars: Episode I – Die dunkle Bedrohung (1999) als Yoda - Star Wars: Episode II – Angriff der Klonkrieger (2002) als Yoda - Star Wars: Episode III – Die Rache der Sith (2005) als Yoda - Star Wars: Episode V – Das Imperium schlägt zurück (1980) als Yoda |